# Rohwert
In der Psychologischen Diagnostik übliche Bezeichnung für das Ergebnis eines psychologischen Tests als zusammenfassenden Messwert für ein Merkmal aufgrund der zugehörigen Testitems (z. B. Punktwerte als Summe richtiger Antworten oder von Antworten einer bestimmten Tendenz). Es sind die unnormierten Werte, welche die Auswertung eines Tests zunächst liefert. Um das mit dem Test gemessene Merkmal bewerten, interpretieren (z. B. zwischen Personen vergleichen) zu können, ist die Überführung in einen Normwert notwendig.
Z. B. bei mehrstufigen Ratings entspricht meist jede Antwortstufe einer bestimmten Intensität der Ausprägung des zu messenden Merkmals, diese Werte für alle Items werden ebenfalls zu einem Rohwert pro Merkmal addiert.